# The Four Aces
The Four Aces war ein Vokalquartett aus dem US-Bundesstaat Pennsylvania, das in den 1950er Jahren in den Stilen Traditional Pop und Chicago Blues sang. In den Jahren vor der Ära des Rock ’n’ Roll zählten The Four Aces zu den populärsten und auch erfolgreichsten Gruppen der amerikanischen Musikszene.
Die Four Aces wurden 1949 in Chester, Pennsylvania von Al Alberts und Dave Mahoney gegründet. Wenig später vervollständigten Lou Silvestri und Sol Vaccaro das Quartett. Musikalisch im Mainstream, mit leichten Swing-Anklängen, blieben sie in erster Linie durch ihre sentimentalen Versionen von Filmschlagern in Erinnerung.

## Erfolge
1951 suchte Al Alberts eine Plattenfirma für ihren ersten Titel (It's No) Sin. Als die Suche erfolglos blieb, gründete er ein eigenes Label und schaffte mit der Debüt-Single einen Millionenseller. Die Gruppe trat zunächst in der Gegend um Philadelphia auf. Nun wurden auch die großen Plattenfirmen auf die Gruppe aufmerksam, und 1952 unterschrieb Alberts einen Vertrag bei Decca Records. Schon ihr nächster Titel Tell Me Why schaffte zwar nicht ganz an die Spitze der Charts zu kommen, aber von dem Titel wurden über eine Million Kopien verkauft. Es folgte eine Reihe von Top-Ten-Hits; 1954 wurde ihr Three Coins in the Fountain aus dem gleichnamigen Film (Drei Münzen im Brunnen (1954), (wo es damals von Frank Sinatra gesungen, er aber im Abspann nicht namentlich genannt wurde.)) zur Nummer 1 in den Charts. Im Jahr darauf konnte die Gruppe ihren Erfolg mit einem weiteren Filmtitel wiederholen: Love Is a Many Splendored Thing hielt sich monatelang in den Hitparaden. Ihr Lied Written on the Wind, das sie für das Filmdrama In den Wind geschrieben (OT: Written on the Wind) sangen, erhielt 1957 eine Oscarnominierung.
Auch in Großbritannien waren die Four Aces erfolgreich, ihnen gelangen zwischen 1952 und 1955 fünf Top-Ten-Hits mit Tell Me Why (1952 #3), Three Coins In The Fountain (1954 #5), Mr. Sandman (1955 #9), Stranger In Paradise (1955 #6) und Love Is A Many-Splendored Thing (1956 #2).

## Nachwirkungen der Band
Mit dem Aufkommen des Rock ’n’ Roll blieben weitere Erfolge aus. 1959 löste sich die Gruppe auf. Al Alberts startete eine Solokarriere und tourte bis in die 1990er Jahre, allerdings mit mäßigem Erfolg. Er starb am 27. November 2009.
2001 wurden The Four Aces in die Vocal Group Hall of Fame aufgenommen.